# Verlassenheit

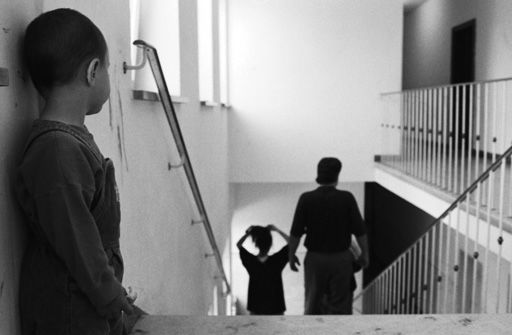
Abschiedszene in einer Unterkunft für Asylbewerber

Das Gefühl von Verlassenheit, auch als Alleinsein, Vereinsamung oder Isolation bezeichnet, tritt insbesondere im Zusammenhang mit menschlichen Verlusten, bei Trennung, Sterben und Tod wichtigster Bezugspersonen auf (Lebenspartner, Eltern, Kinder, engste Vertraute, geistige Führer). Es ist Ausdruck einer oft elementaren Erschütterung des seelischen Gleichgewichts, das auf intensiver Verbundenheit mit einem anderen Menschen, seiner ständigen realen oder geistigen Existenz, seiner unersetzlichen Bedeutung für das eigene Gleichgewicht als Gesprächspartner, als Adressat intimer Gedanken oder seiner Bedeutung als geistiger Orientierungspunkt beruhte.

## Trennungserlebnis
Ein Gefühl fast unerträglicher Verlassenheit kommt durch Trennungserlebnisse bei Liebesbeziehungen auf, wenn tödliche Unglücksfälle oder unheilbare Krankheiten in die erste Zeit stärkster Verliebtheit fallen. Aber auch der Tod eines langjährigen Partners im höheren Lebensalter scheint manchmal das eigene Weiterleben unmöglich zu machen. Eine scheinbar selbstverständliche und mit Begeisterung ausgeführte Betätigung kann nur noch mechanisch weitergeführt werden oder wird ganz fallengelassen, Lebensbereiche werden vernachlässigt und verkümmern, wenn der entscheidende Mensch, in dessen Gegenwart „die Dinge leuchteten“, nicht mehr existiert.
Für das Empfinden von Verlassenheit in seinen unterschiedlichen Ausprägungen ist die soziale Natur des Menschen verantwortlich, der ein sinnerfülltes Leben nur im unmittelbaren Zusammenwirken oder im Hinblick auf andere Menschen führen kann. Je schmaler die zwischenmenschliche Basis aufgrund des eigenen Charakters oder besonderer Lebensumstände formiert ist, desto schwieriger gestalten sich notwendige Umstellungen nach Verlusten. Bei einigen Menschen dominiert das Gefühl, dass sie alle geliebten Personen verlieren werden und dass es ihr Schicksal ist, verlassen zu werden oder allein bleiben zu müssen.

## Depression und Angst
Mit Verlassenheitsdepression wird in der Medizin ein Symptom bezeichnet, das insbesondere bei Kindern, aber auch bei Erwachsenen, als Folge des Verlassenwerdens auftreten kann. Bei Kindern kann durch eine solche Trennung auch eine Form des Hospitalismus entstehen. Das Empfinden von Verlassenheit ist mit einer Sinnkrise oder einer dauerhaften Sinnentleerung verbunden und entspricht dem Verlust von seelischer und geistiger Heimat. Erwachsene neigen oftmals zum gesellschaftlichen Rückzug und zu depressiven Verstimmungen (Depression). Im Bezug mit der als „Borderline“ bezeichneten Persönlichkeitsstörung steht das verzweifelte Bemühen sich vor einem tatsächlichen oder befürchteten Verlassenwerden zu schützen. Dabei gehe mit der Verlassenheitsdepression ein Komplex unterschiedlicher Affekte einher die zu rasender Wut, panische Hilflosigkeit, völliger Hoffnungslosigkeit, innerer Leere und einem existenziellen Mangelgefühl führen können.
Mit der Angst vor dem Verlassen- oder Alleingelassenwerden wird insbesondere eine Empfindung der Trennungsangst, also beispielsweise das Fehlen von Anwesenheitssignalen einer betreuenden Bezugsperson angesehen. Dieser biologisch zu den Urängsten zählende Zustand dient dem Zweck, den überlebensnotwendigen Kontakt zur sicheren Basis nicht zu verlieren oder wiederherzustellen. Sie drückt sich insbesondere bei Kleinkindern durch Verhaltensweisen, wie Weinen oder Schreien aus. Zu den Verlassensängsten zählt auch das Gefühl der Eifersucht und der damit verbundenen Trennungsangst.

## Gottverlassenheit
Manchmal fühlen sich Menschen durch einen persönlichen Verlust auch in ihrem Glauben und von Gott verlassen. Ein frühes Beispiel für diese Form der Gottverlassenheit bietet der gekreuzigte Jesus von Nazaret, dessen letzte Worte, die er im Angesicht des Todes von sich gab im Passionsbericht von Markus wie folgt wiedergegeben wurden.

„Eloi, eloi, lama sabachtani? Mein Gott, mein Gott, warum hast du mich verlassen?“

Die Begriffe „Abwesenheit“ und „Verborgenheit“ im Zusammenhang mit der Erfahrung der göttlichen Nähe werden schon im Alten Testament der „Gottverlassenheit“ gegenübergestellt. Diese symbolisiert das Fehlen jeglicher Erfahrung rettender Gottesnähe. Das Alte Testament beschreibt mehrfach einen Zustand bei dem Gott sein „Gesicht verberge“ oder sein „Gesicht abwende“ von dem Gläubigen, der sich von ihm selbst abwendet.